# 2982 Muriel
2982 Muriel è un asteroide della fascia principale. Scoperto nel 1981, presenta un'orbita caratterizzata da un semiasse maggiore pari a 3,0014428 UA e da un'eccentricità di 0,0607608, inclinata di 10,25238° rispetto all'eclittica.